# Dedication (Gary U.S. Bonds)
Dedication è un album in studio del cantante statunitense Gary U.S. Bonds, pubblicato nel 1981.

## Il disco
Si tratta del primo dei due album in cui l'artista collaborò con Bruce Springsteen & the E Street Band; il secondo fu On the Line del 1982. Tra i musicisti che accompagnarono Bonds in Dedication vi furono molti membri della E Street Band e gli Asbury Jukes. L'album include tre brani scritti da Bruce Springsteen, uno scritto da Steve Van Zandt e alcune cover di canzoni dei Beatles, di Bob Dylan, di Jackson Browne e di altri. Nell'album c'è anche un duetto tra Bonds e Springsteen, rappresentato da Jole Blon. 
Dall'album vennero tratti alcuni singoli, come This Little Girl e Jole Blon.
L'album fu ripubblicato nel 1994 dall'etichetta Razor Edge e nel 2009 dalla BGO Records, insieme a On the Line.

## Tracce
1. Jole Blon – 3:25 (trad., arr. Michael Hurley, Moon Mullican)
2. This Little Girl – 3:42 (Bruce Springsteen)
3. Your Love – 3:28 (Bruce Springsteen)
4. Dedication – 3:11 (Bruce Springsteen)
5. Daddy's Come Home – 6:22 (Steven Van Zandt)
6. It's Only Love – 3:04 (John Lennon, Paul McCartney)
7. The Pretender – 6:12 (Jackson Browne)
8. Way Back When – 3:58 (Gary U.S. Bonds, George Bruno)
9. From a Buick 6 – 4:25 (Bob Dylan)
10. Just Like a Child – 3:43 (Leroy Anderson, John Clemente, Lou Conte)